# Otterndorf
Otterndorf is een stad in de Duitse deelstaat Nedersaksen. De gemeente maakt, als bestuurszetel, deel uit van de Samtgemeinde Land Hadeln in het Landkreis Cuxhaven. Otterndorf telde op de datum van de meest recente statistiek 7.449 inwoners.

## Geografie, verkeer
Otterndorf ligt in het mondingsgebied van de Elbe, direct ten oosten van Cuxhaven. Zie verder: Samtgemeinde Land Hadeln.
Station Otterndorf ligt aan de spoorlijn Cuxhaven - Hamburg-Harburg. Door de gemeente loopt als belangrijkste verkeersader de Bundesstraße 73.

## Economie
Otterndorf bestaat anno 2024 nagenoeg geheel van het toerisme. In de regio zijn en worden enige recreatieplassen, met campings, faciliteiten voor strandvermaak en watersport e.d., ingericht.

## Geschiedenis

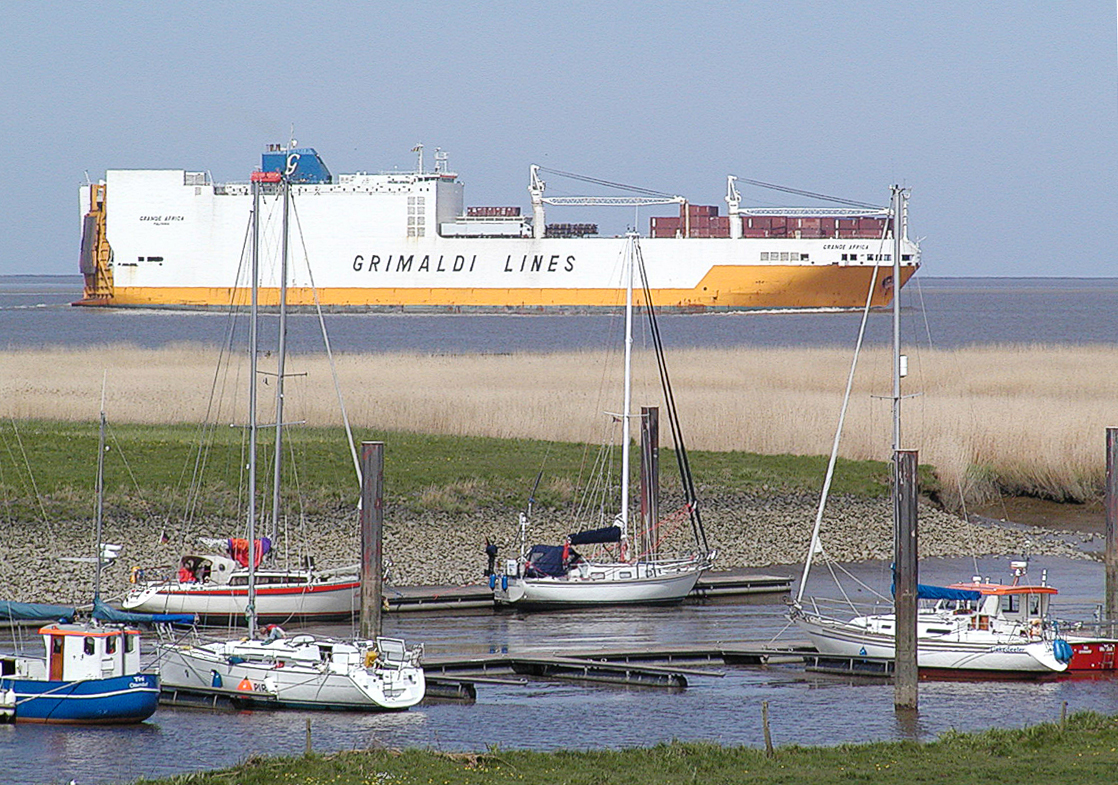
Haven
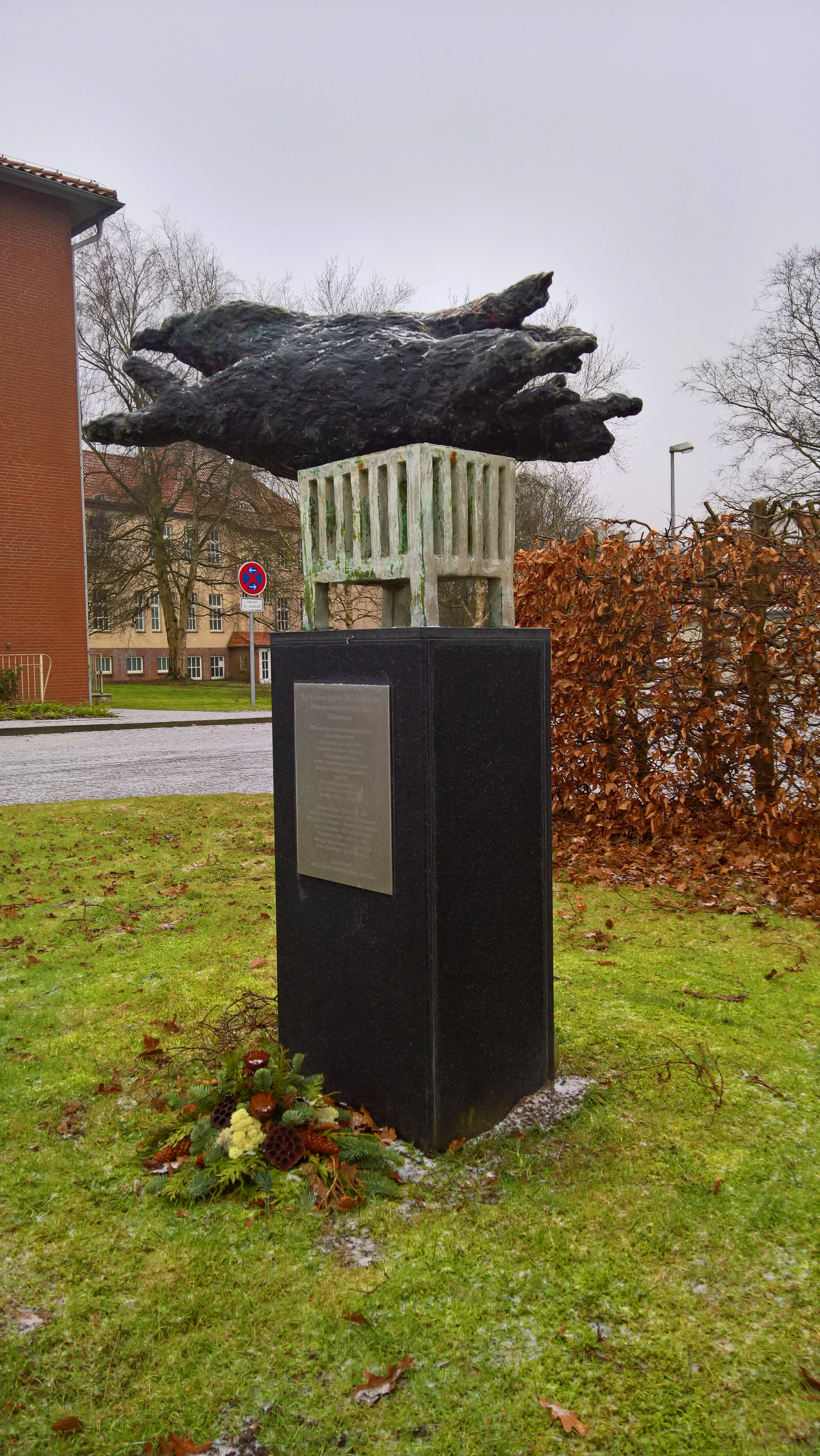
Oorlogsmonument (2017)

Otterndorf was de enige stad, was, en is nog steeds, en belangrijkste plaats binnen het historische Land Hadeln.  Het tegenwoordig onbelangrijke, 16 km lange, riviertje de Medem, dat door de stad loopt en in de Elbe uitmondt, was in vroeger eeuwen niet onbelangrijk voor de binnenscheepvaart. De stad wordt voor het eerst genoemd in een oorkonde uit 1261 (het was toen nog een terpdorp), maar de stad is zeker ouder. De Severikerk, een van de drie Bauerndome van Hadeln, stamt uit de tweede helft van de twaalfde eeuw. In 1400 kreeg Otterndorf stadsrecht. Van 1400 tot 1773 stond er een kasteel in Otterndorf. Op de plaats daarvan staat sinds dat jaar een groot, tegenwoordig als Amtsgericht functionerend Amtshaus.
In de 16e eeuw gingen, ten gevolge van de Reformatie, bijna alle inwoners van de streek over tot het evangelisch-luthers protestantisme. Tot op de huidige dag is een grote meerderheid van de christenen in de gemeente deze geloofsrichting toegedaan. Ook alle kerkgebouwen, die in dit artikel genoemd worden, zijn evangelisch-luthers, tenzij anders vermeld.
Vooral in de 18e en 19e eeuw kende Otterndorf economische bloei, doordat in het stadje veel goede zilversmeden werkten. Dezen produceerden tafelzilver en andere gebruiksvoorwerpen voor welgestelde lieden in geheel Noord-Duitsland. Enige van hun beste producten zijn te zien in het museum, dat in het Kranichhaus in de stad is gevestigd.
De stad heeft veel te lijden gehad door stormvloeden, waaronder in 1717 de Kerstvloed, de Stormvloed van 1825 en de Stormvloed van 1962. Na elk van deze rampen waren verbeteringen aan de Elbedijken nodig.
In de stad staat sinds 2017 een opvallend oorlogsmonument. Het herinnert aan 14 baby's, die ten tijde van het Derde Rijk door opzettelijke verwaarlozing en verhongering om het leven kwamen. Het waren kinderen van Oost-Europese vrouwen, die in het Land Hadeln dwangarbeid moesten verrichten.
Ottendorf had in het verleden aan de Elbe een haven voor de vrachtscheepvaart en de visserij. In 1999 werd besloten, deze sterk door aanslibbing verzande haven niet verder te onderhouden, op een kleine faciliteit voor de pleziervaart na.

## Bezienswaardigheden, toerisme
- De middeleeuwse[3] Sint-Severikerk is van binnen bezienswaardig; de kerk bezit o.a. een barok orgel van de hand van de regionaal beroemde orgelbouwer Dietrich Christoph Gloger, bouwjaar 1741/42.
- In de schilderachtige kern van het stadje staan verscheidene, vooral 18e-eeuwse,  vakwerkhuizen.
- Literair Johann-Heinrich-Voß-museum
- In de zomer worden toeristische rondvaarten over de Medem in langzaam varende bootjes georganiseerd.
- In de regio zijn en worden enige recreatieplassen, met campings, faciliteiten voor strandvermaak en watersport e.d., ingericht. De grootste daarvan is See Achtern Diek. Verder moet worden genoemd de, naar de in de regio geboren politicus Hinrich Wilhelm Kopf genoemde, kindercamping  bij Müggendorf, het Sommercamp Hinrich Wilhelm Kopf, dat in de eerste plaats voor kinderen uit de gemeente Hannover bedoeld is.
- Otterndorf ligt aan of nabij verscheidene toeristische langeafstands-fietsroutes.
- Te Otterndorf staan enige opvallende sculpturen in de openbare ruimte. Eén ervan is gemaakt van het achterste stuk (met o.a. de schroef) van een Engels scheepswrak. Dit betreft de op 8 januari 1892 gezonken vrachtboot Kaffraria. Dit stoomschip had veel speelgoed, huishoudelijke en keukenartikelen aan boord, die voor de kust bij Otterndorf aanspoelden. Dat feit bracht een groot deel van de Otterdorfers toen tijdelijk aan het (zowel legaal als illegaal) strandjutten. In 1984 werd het wrak pas geruimd.

## Afbeeldingen

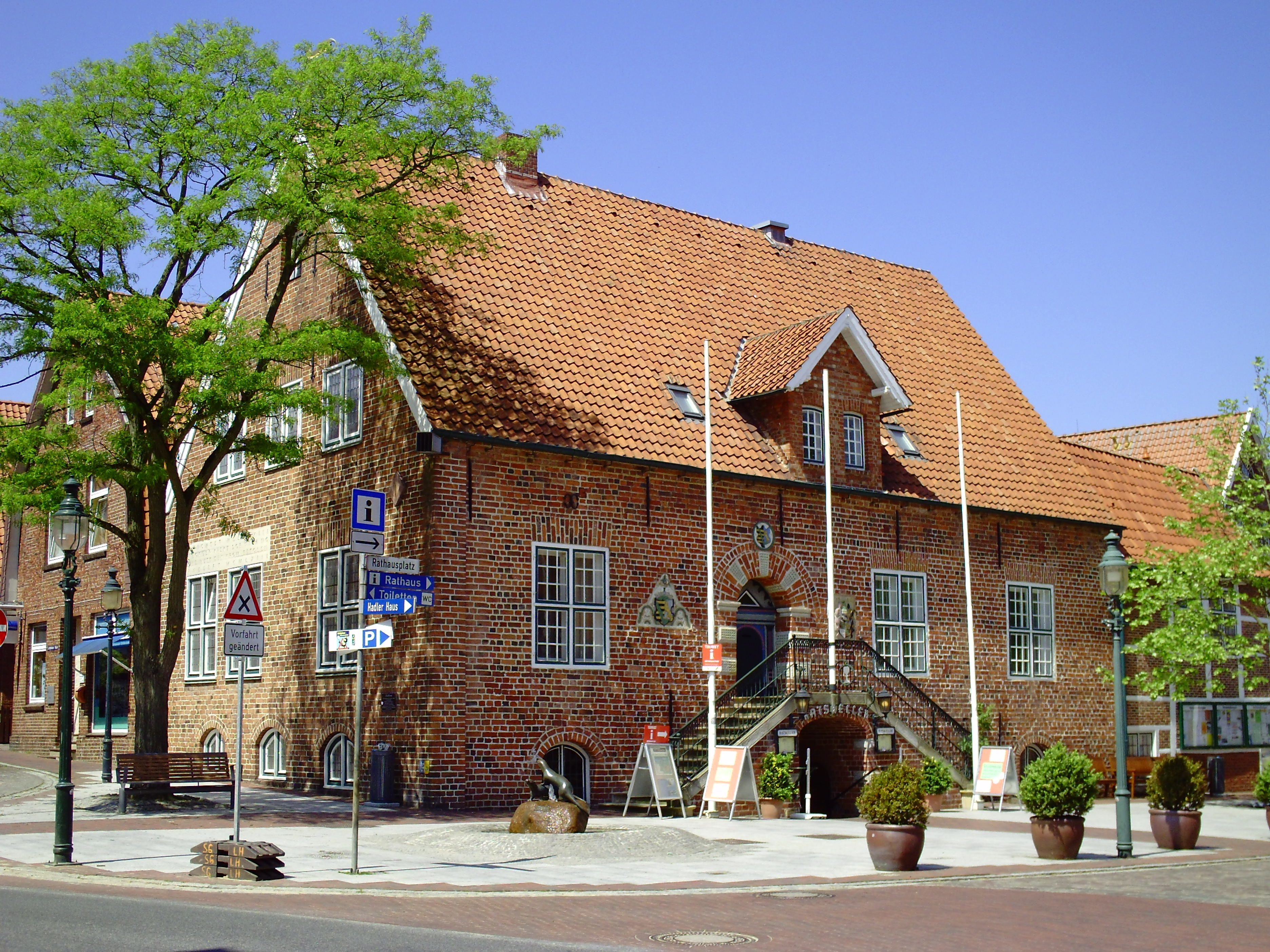
Stadhuis (1583)
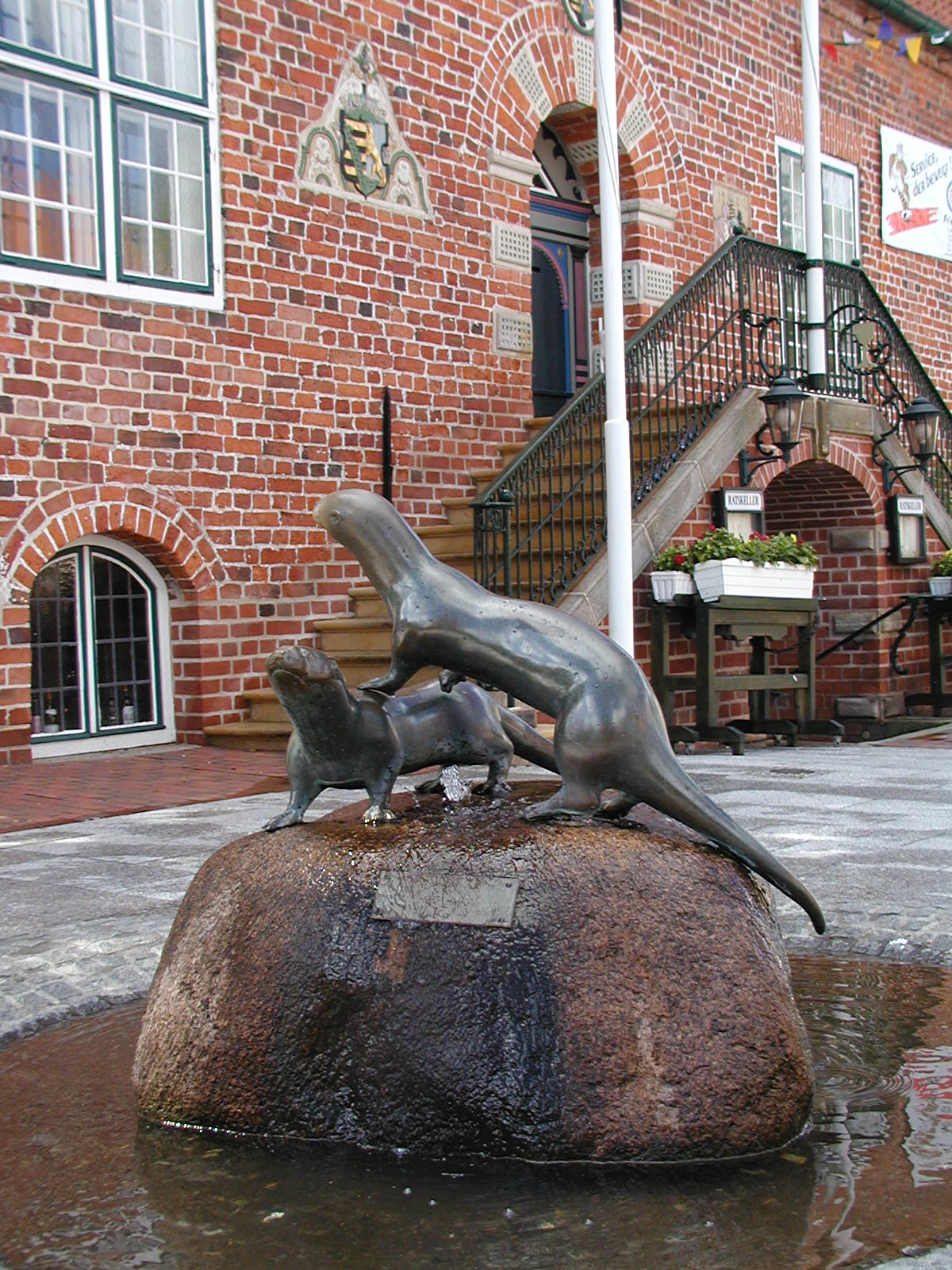
Fontein met visotter vóór het stadhuis; de otter is het wapendier van Otterndorf.
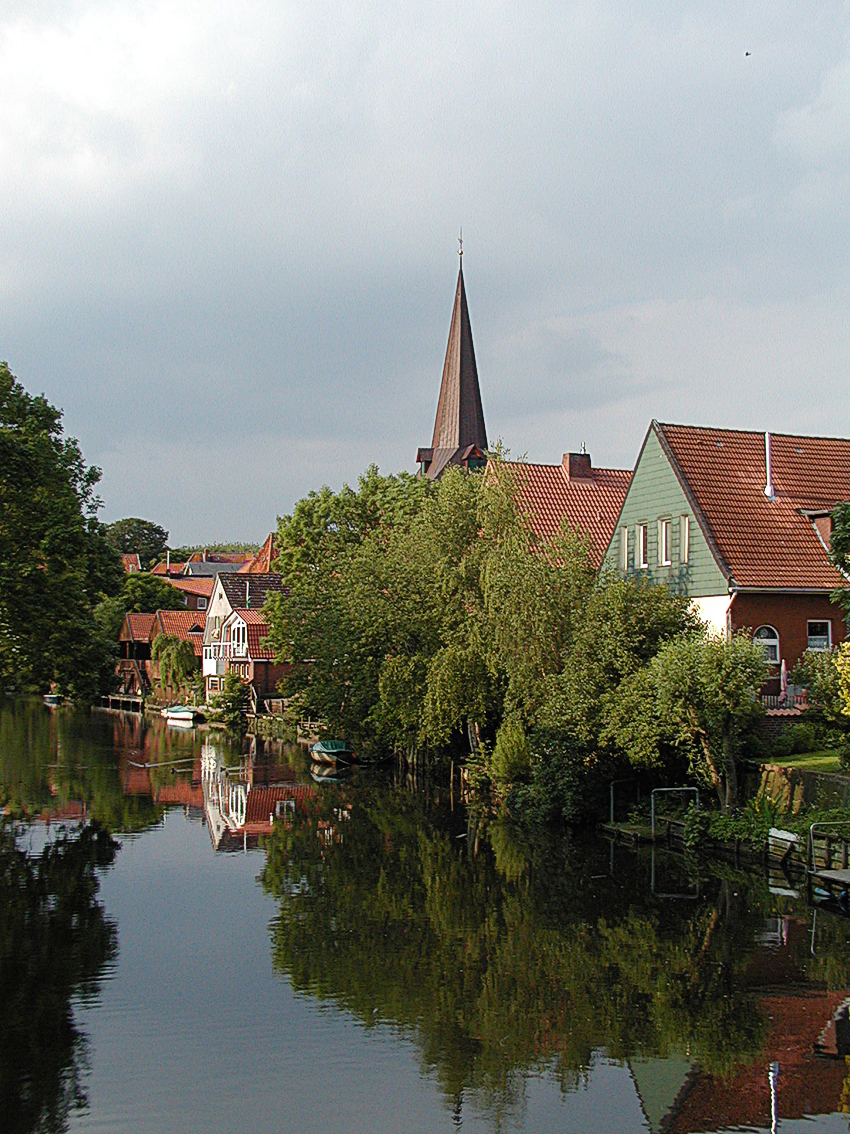
Aan de Medem
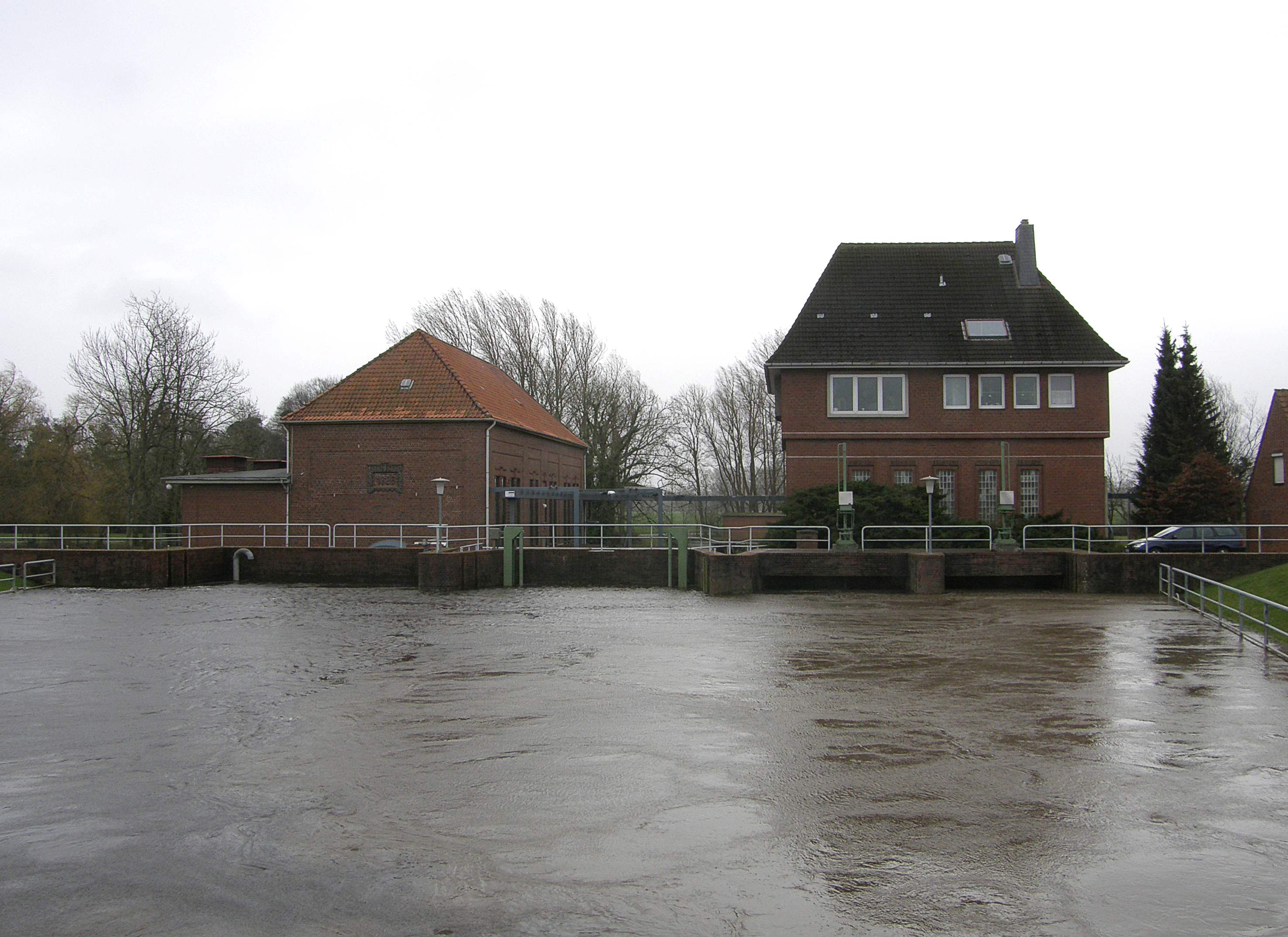
Sluis (1864; onder monumentenzorg) met gemaal in de Medem bij Otterndorf
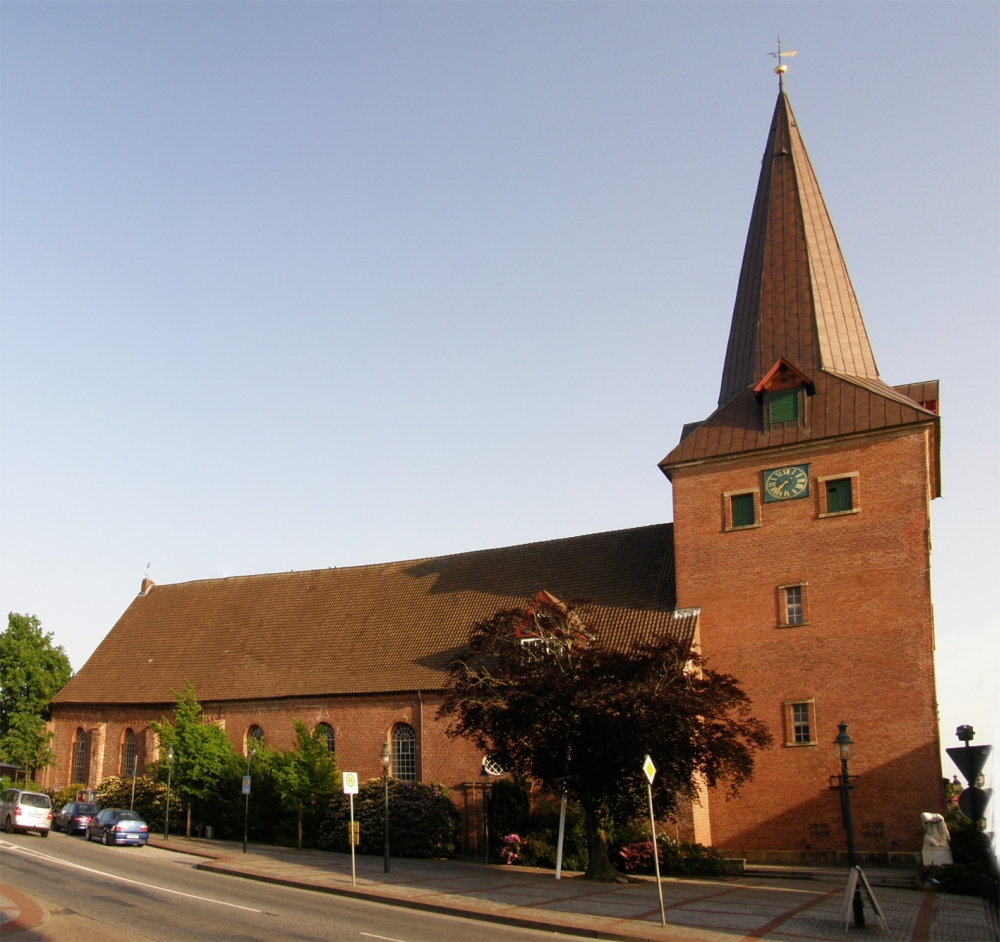
St. Severikerk, Ottendorf
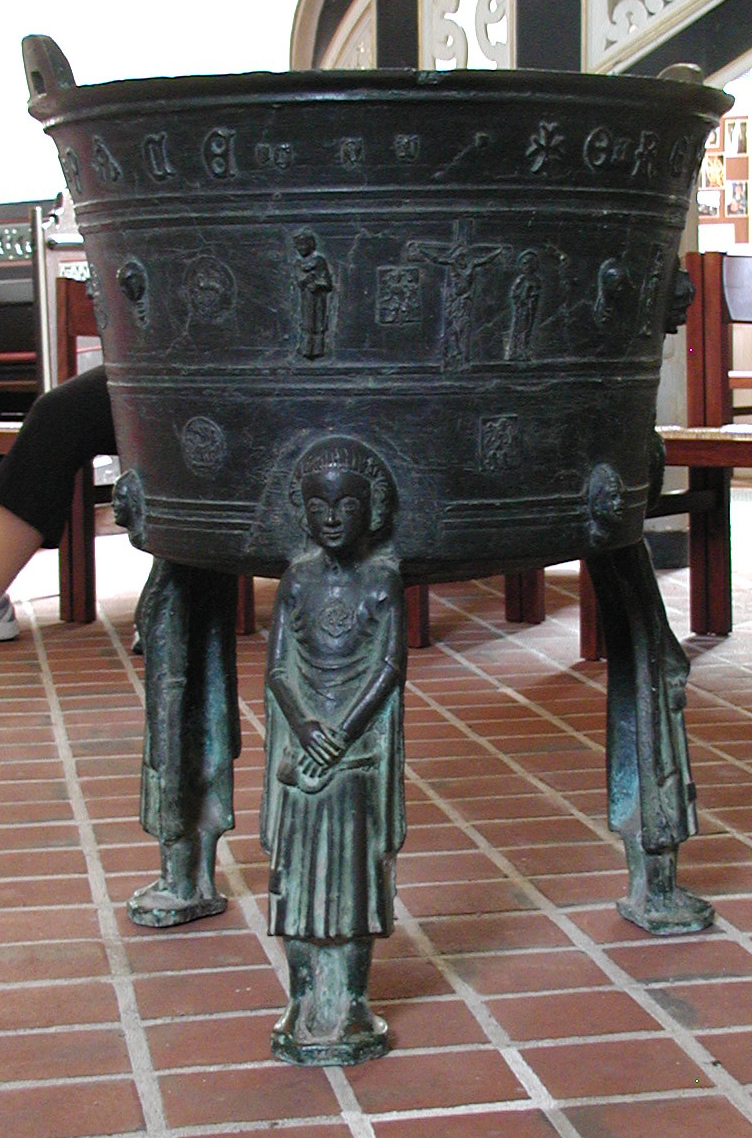
Doopvont (ca. 1350) in deze kerk
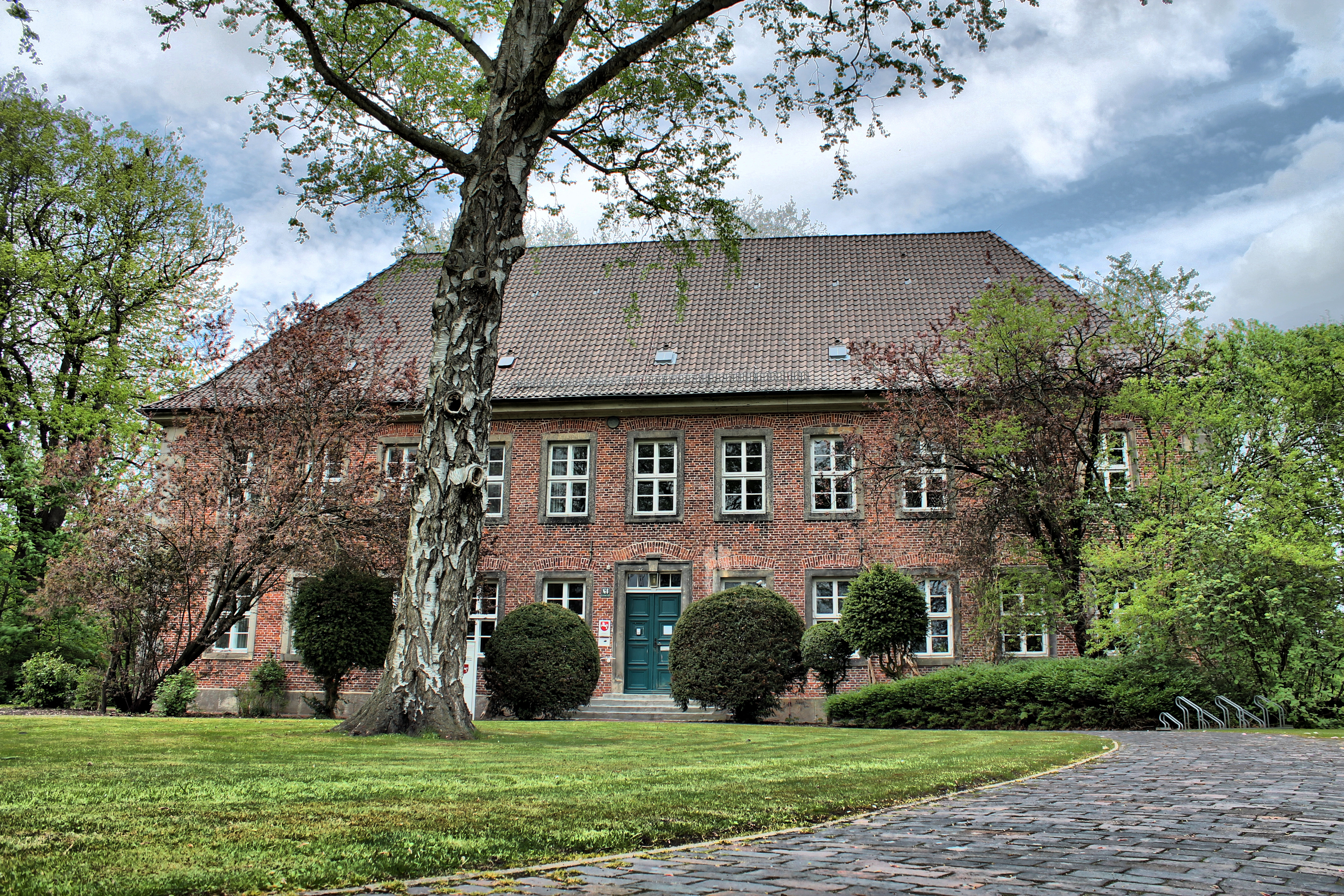
Amtshaus (1773), zetel van het Amtsgericht
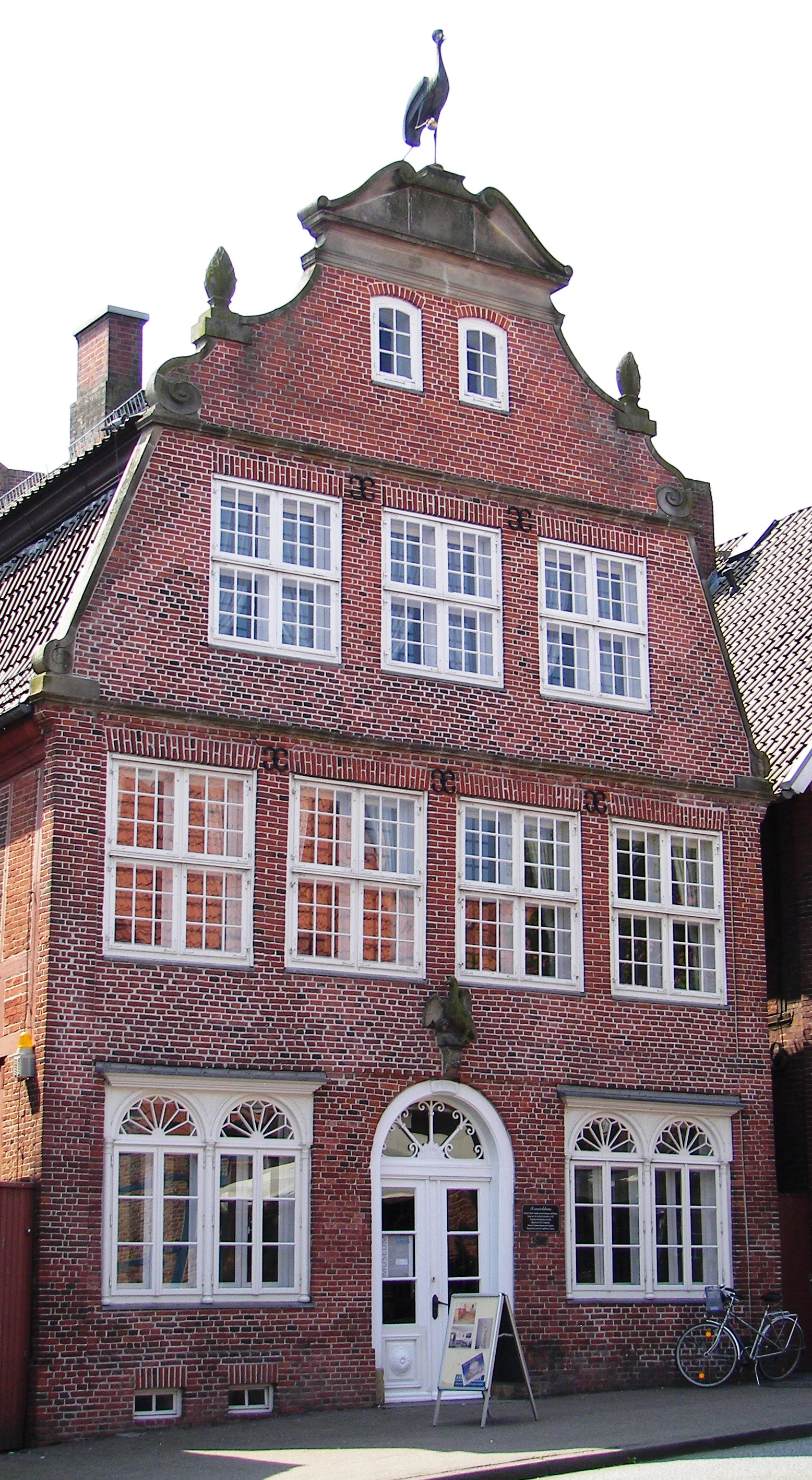
Kranichhaus (Kraanvogelhuis, gebouwd 1698, diverse verbouwingen in later eeuwen), museum
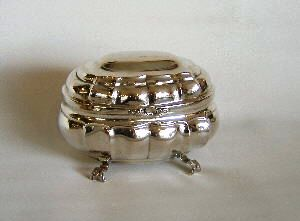
Zilveren doosje (1786) uit de collectie van dit museum
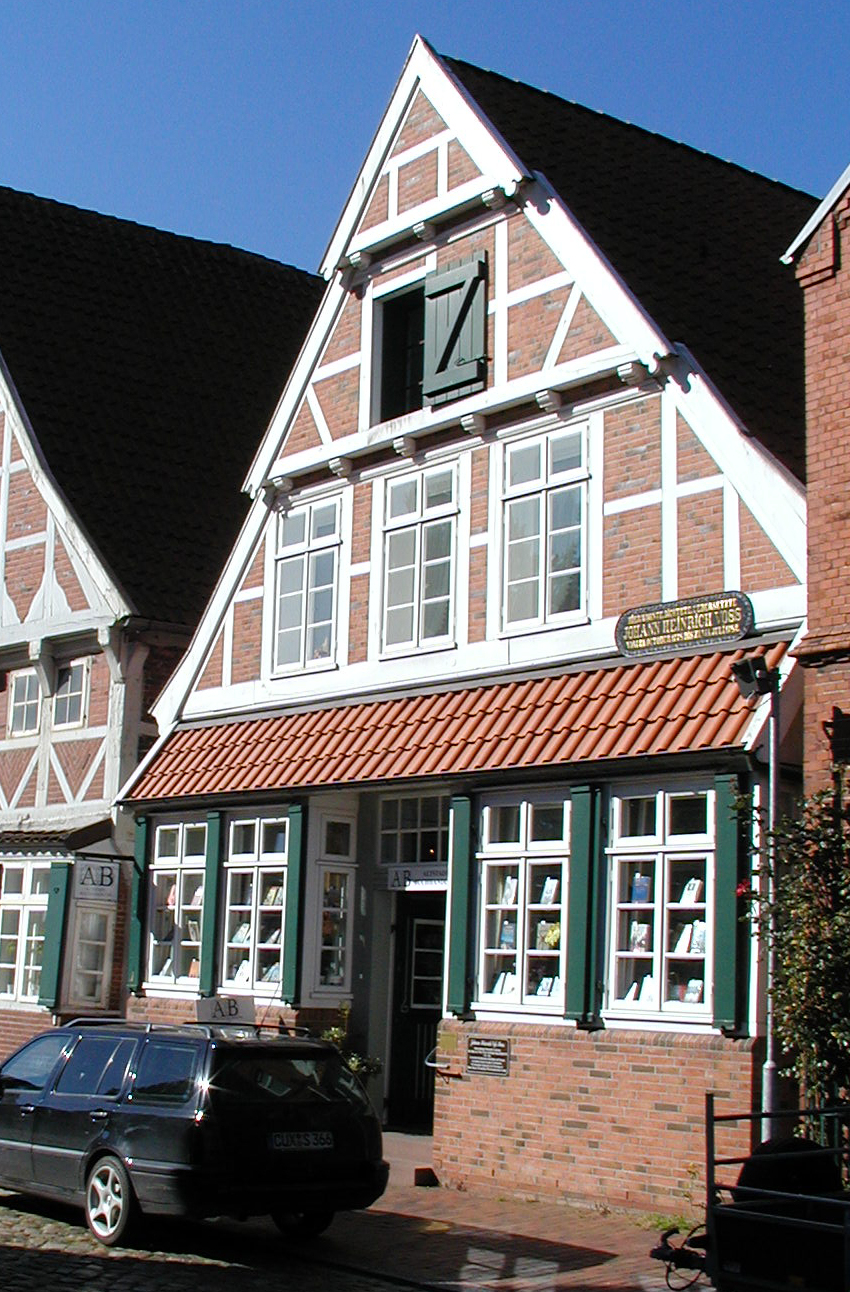
Johann-Heinrich-Voß-museum
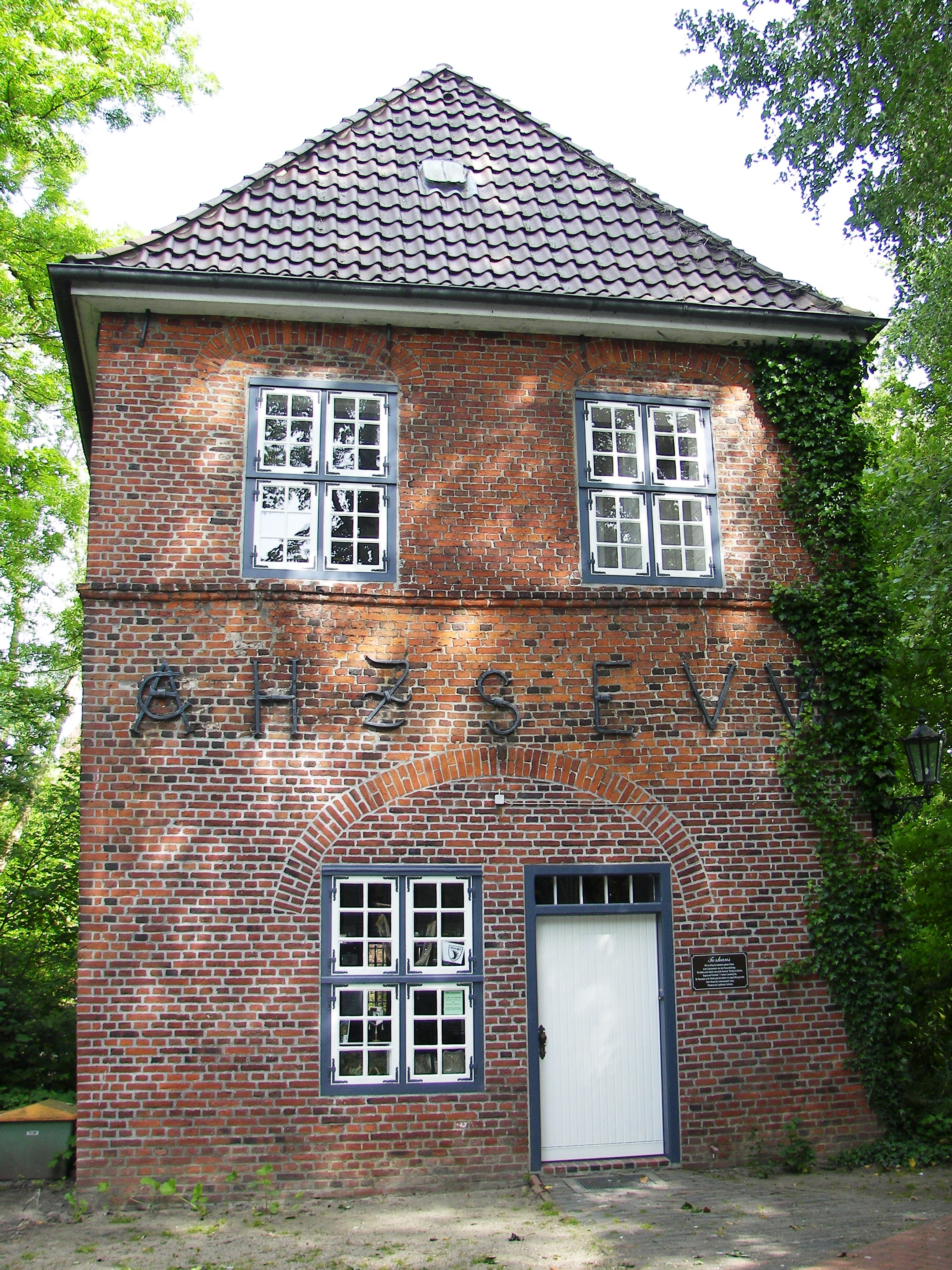
17e-eeuws poorthuisje, in gebruik als Oostpruisen-Labiau-Museum
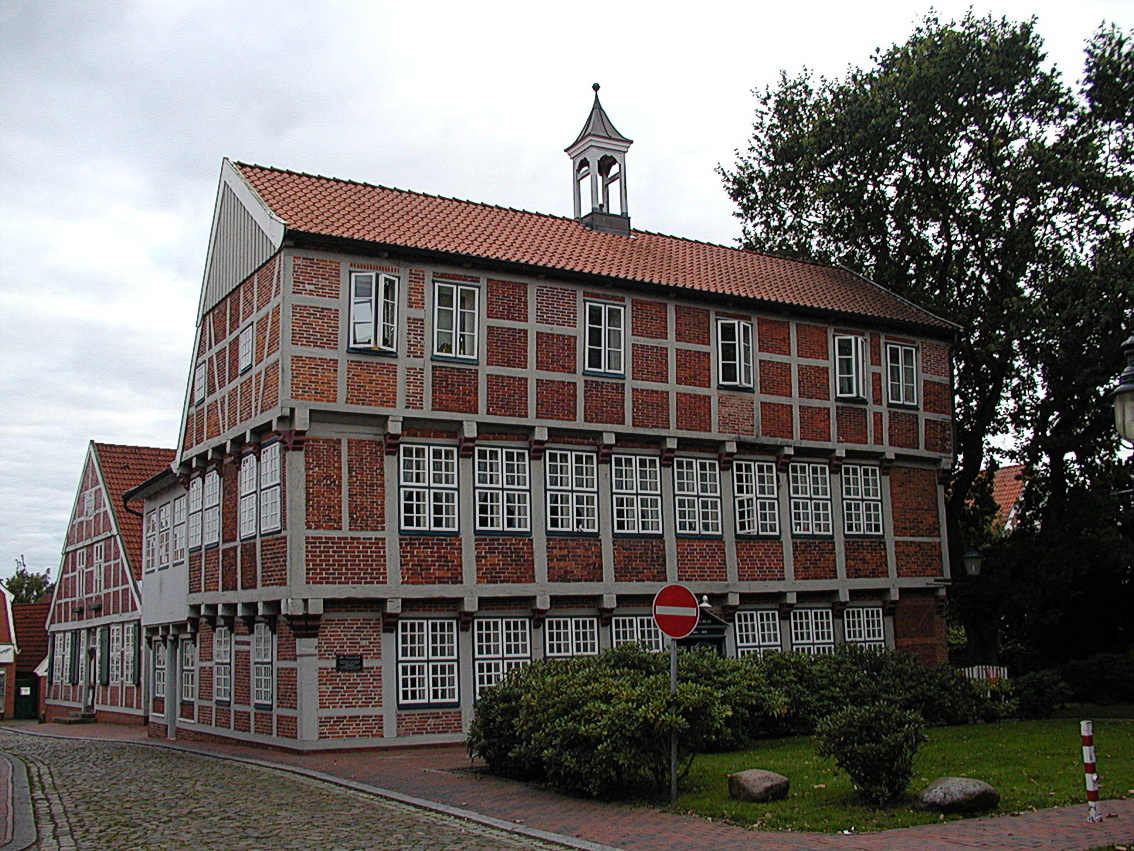
Voormalige Latijnse school
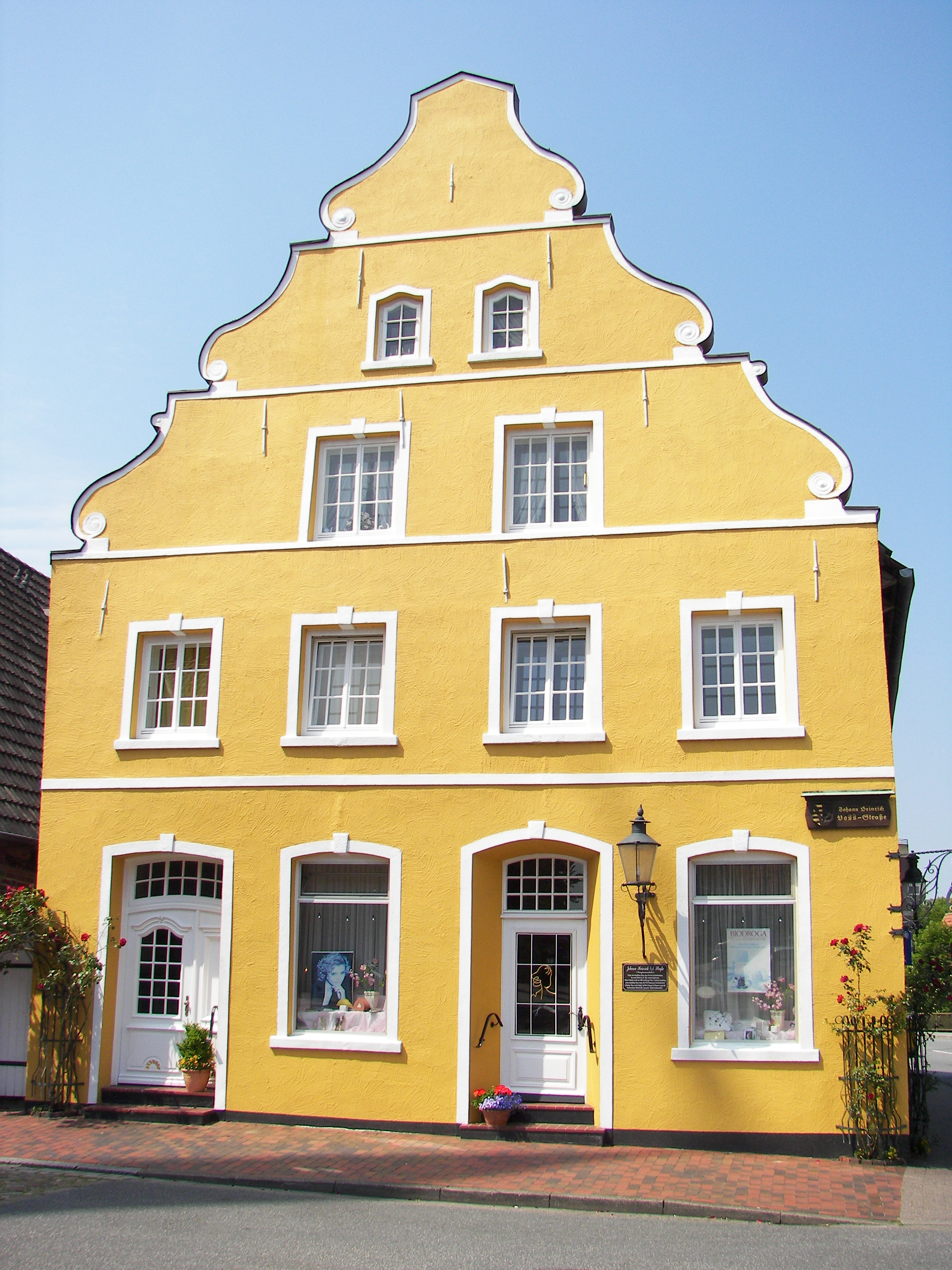
Huis in de stad uit 1768
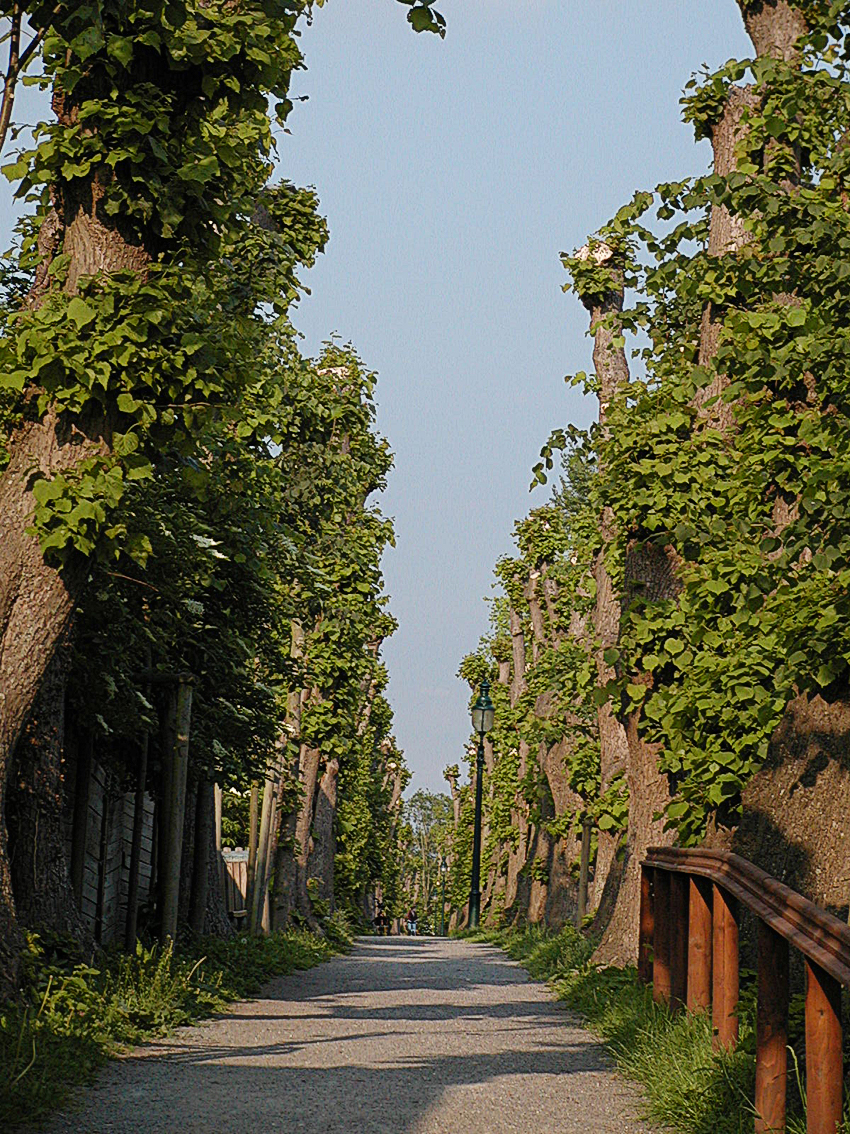
Lindenlaan op de voormalige stadswal Zuiderwal
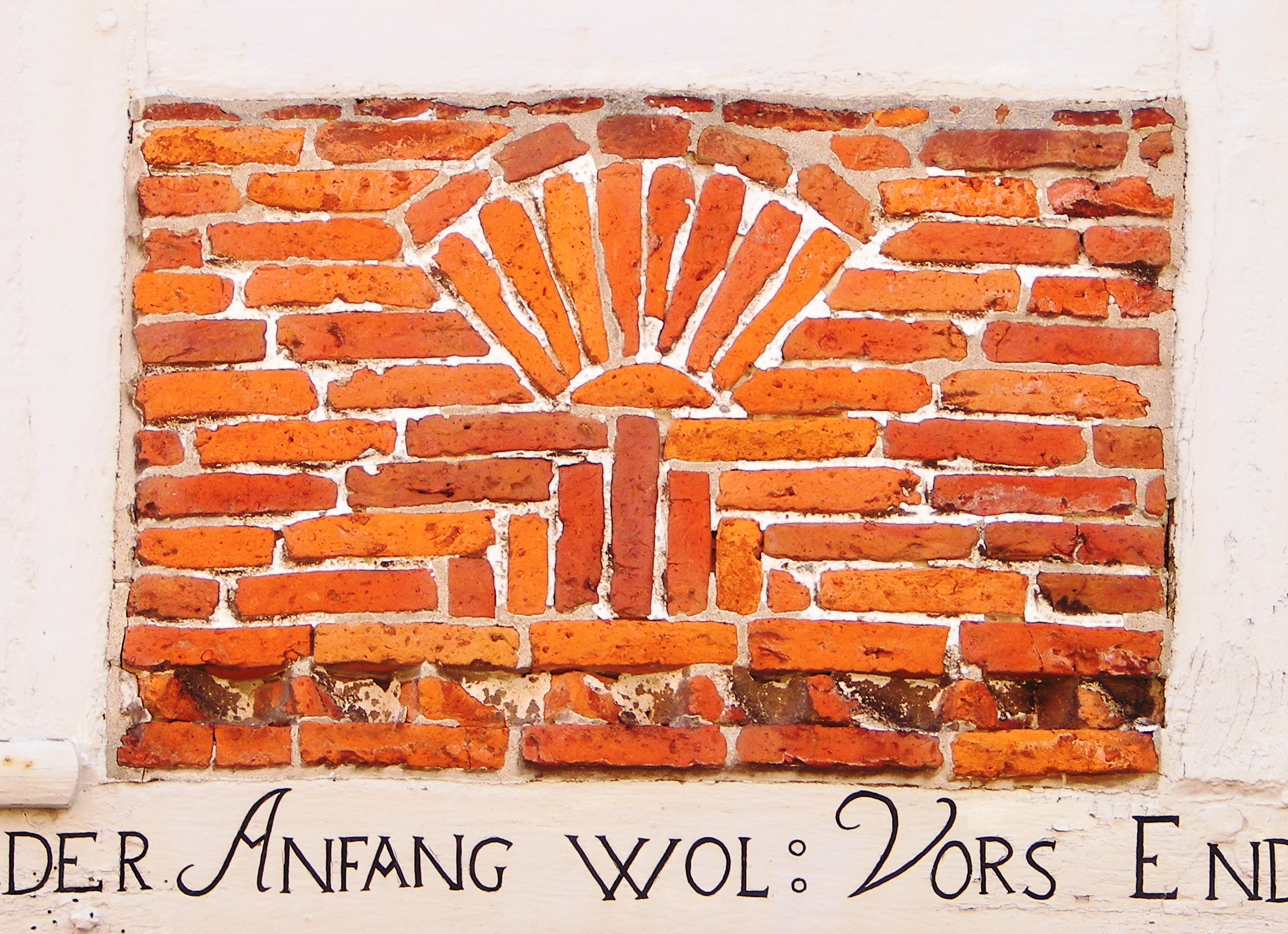
Op een oud huis in de stad ingemetselde zogenaamde donderbezem, ter afweer van boze machten
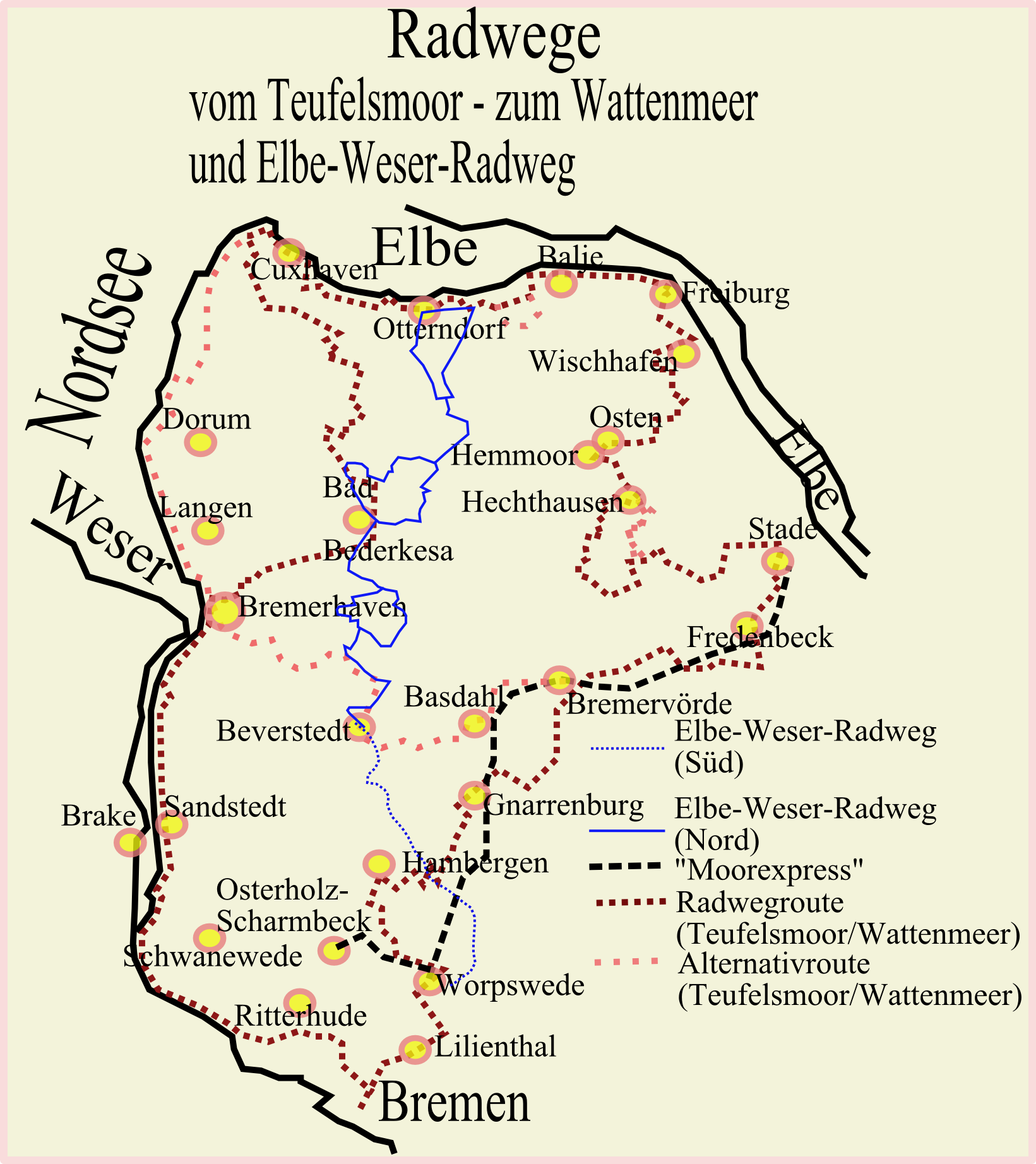
Kaart toeristische fietsroutes